# Saint-Martial-de-Valette
Saint-Martial-de-Valette – miejscowość i gmina we Francji, w regionie Nowa Akwitania, w departamencie Dordogne.
Według danych na rok 1990 gminę zamieszkiwało 855 osób, a gęstość zaludnienia wynosiła 54 osób/km² (wśród 2290 gmin Akwitanii Saint-Martial-de-Valette plasuje się na 491. miejscu pod względem liczby ludności, natomiast pod względem powierzchni na miejscu 713.).